# Jesús Gómez (football, 2002)
Pour les articles homonymes, voir Jesús Gómez.
Jesús Alejandro Gómez Molina, plus connu sous le nom de Jesús Gómez, né le 31 janvier 2002 à Hermosillo, est un footballeur mexicain qui joue au poste de défenseur central avec le CF Atlas  ainsi qu'en équipe du Mexique des moins de 17 ans.

## Carrière

### En club

#### CF Atlas (depuis 2019)
Il fait ses débuts professionnels avec le club d'Atlas le 23 janvier 2019 en Coupe du Mexique.

##### Prêt au Boavista FC (2020-2021)
En août 2020, il est prêté au Boavista Futebol Clube en Primeira Liga portugaise, avec une option d'achat. Il a fait ses débuts en Primeira Liga avec le club le 19 septembre suivant contre le CD Nacional, jouant l'intégralité de ce match nul 3-3. 

### En sélection nationale
En octobre et novembre 2019, il est sélectionné pour la Coupe du monde des moins de 17 ans au Brésil, où il récupère notamment le brassard de capitaine du Mexique contre l'Italie. Les Mexicains atteignent la finale de la compétition, ayant déjà été champions en 2005 et 2011.
Il figure par la suite notamment dans l'équipe type de la compétition de France Football.
En septembre 2020, moins d'un an après sa participation à la Coupe du monde des jeunes, il est convoqué en équipe nationale senior par Gerardo Martino pour participer aux matches amicaux d'octobre contre les Pays-Bas et l'Algérie. 

## Palmarès

### En club
CF Atlas
- Championnat du Mexique de football lors de la saison 2021-2022

### En sélection nationale
Mexique -17 ans
- Championnat de la CONCACAF des moins de 17 ans
  - Vainqueur en 2019.
- Coupe du monde des moins de 17 ans
  - Finaliste en 2019.